# Anales de Arqueología y Etnología
Anales de Arqueología y Etnología, es una revista académica publicada en la ciudad de Mendoza (Argentina), por el Instituto de Arqueología y Etnología de la Facultad de Filosofía y Letras, perteneciente a la Universidad Nacional de Cuyo. 

## Objetivos
El objetivo propuesto de la revista en sus inicios fue la de "expresar y reflejar la labor investigadora concerniente a Cuyo y las regiones vecinas, al resto del país o de América". Sin embargo, ya desde sus primeros números se aceptaron artículos escritos sobre temáticas más amplias y de diferentes lugares del mundo, así como teóricas y metodológicas.  
En esta revista se publican artículos científicos y otros tipos de contribuciones que constituyan un avance teórico, metodológico o estudios de casos vinculados con arqueológica, la antropología y disciplinas afines. Acepta contribuciones en idioma español, así como también en portugués, inglés o francés. Emplea una forma de convocatoria abierta todo el año, tanto para investigadores de Argentina como de otros países que estén interesados. Se trata de una revista de acceso abierto bajo una licencia Creative Commons (CC BY-NC-SA 4.0), es gratuita y los artículos publicados son revisados por pares. También sigue también los lineamientos del COPE (Committee on Publications Ethics).

## Historia
La revista fue fundada en el año 1940, siendo una de las revistas de mayor antigüedad dentro de la disciplina arqueológica en el país y de las pocas que continúa publicándose hasta la actualidad. El primer número incluyó contribuciones originales, reseñas bibliográficas y una sección de notas  breves. En total, se publicaron en dicha oportunidad doce artículos, algunos terminarían siendo fundamentales para la arqueología de Mendoza, como uno del director Canals Frau, que inaugura las investigaciones históricas y arqueológicas sobre los Huarpes; un trabajo de Francisco de Aparicio sobre Ranchillos, que marcó el inicio de las investigaciones sobre la ocupación Inca de Mendoza; u otro sobre el topónimo Luján, escrito por Milcíades Vignati.
El fundador de la revista fue Salvador Canals Frau, quien la dirigió desde 1940 hasta 1945 (volúmenes 1 a 7), y debió apartarse de la revista, según Juan Schobinger luego de "comienzos del régimen de opresión que también se hizo sentir sobre la ciencia argentina" en clara alusión al primer gobierno peronista iniciado en 1945. En sus inicios se titulaba Anales del Instituto de Etnografía Americana.  
Desde el año siguiente, hasta 1949, el director de la revista sería Miguel de Ferdinandy durante cuya gestión se publicaron los volúmenes 8 a 10. El volumen número 11 de 1950 fue el único dirigido por Ricardo H. Castañeda. Luego, la revista dejará de publicarse durante varios años hasta que retomó la edición en 1956, cuando comenzará a ser dirigida por Juan Schobinger, quien explicará esta nueva etapa en la revista como un resurgimiento luego de que durante los años previos no contara con los fondos para su publicación. A su vez, en este primer número de la nueva etapa, expresa la creencia de que la revista pretende reflejar  el importante florecimiento que tenía en dicho momento la arqueología prehistórica argentina de la mano del investigador austríaco Osvaldo Menghin, de quien se declara discípulo. Este  llegado a la Argentina en 1949 luego de que se le cerraran las puertas en la Europa de posguerra debido a su acercamiento al nazismo -o clara simpatía- durante la anexión austríaca a la Alemania Nazi en 1939, periodo durante el cual fue ministro de educación.
El académico Juan Schobinger fue el director más longevo de la revista, ya que cumplió dicho rol entre los años 1956 y 1990. Sin embargo, durante este periodo se publicó de forma irregular durante algunos años, siendo el periodo más extenso entre 1967-1973. En el año 1991 el director fue Pablo Sacchero, y nuevamente ocurre una interrupción en la periodicidad de la revista. Esta es retomada en 1997 bajo la dirección de Roberto Bárcenas, pero siguen las dificultades, por lo que se retoma una vez más en 2001-2003 con la dirección de Víctor Duran. El siguiente volumen saldría en 2005-2006 y cuenta con un comité editorial compuesto por Horacio Chiavazza, Víctor Duran y Humberto Lagiglia. En el volumen correspondiente a los años 2006-2007 será dirigido nuevamente por Víctor Durán. Nuevamente se interrumpe y se retoma en 2010, esta vez dirigida por Pablo Cahiza. Entre los años 2013 y 2016 el director será Roberto Bárcenas, mientras que los últimos números disponibles están bajo la dirección de Horacio Chiavazza.
Debido a los avatares políticos y económicos que ha sufrido el país y la ciencia argentina, la revista ha tenido una periodización irregular como se observa en la tabla siguiente: 
| Número (y Volumen)                                                                           | Año       |
| -------------------------------------------------------------------------------------------- | --------- |
| 1                                                                                            | 1940      |
| 2                                                                                            | 1941      |
| 3                                                                                            | 1942      |
| 4                                                                                            | 1943      |
| 5                                                                                            | 1944      |
| 6                                                                                            | 1945      |
| 7                                                                                            | 1946      |
| 8                                                                                            | 1947      |
| 9                                                                                            | 1948      |
| 10                                                                                           | 1949      |
| 11                                                                                           | 1950      |
| 12                                                                                           | 1956      |
| 13                                                                                           | 1957      |
| 14-15                                                                                        | 1958      |
| 15                                                                                           | 1961      |
| 17-18                                                                                        | 1962-1963 |
| 19                                                                                           | 1964      |
| 20                                                                                           | 1965      |
| 21                                                                                           | 1966      |
| 29-31                                                                                        | 1974-196  |
| 32-33                                                                                        | 1977-1978 |
| 34-35 (Historia de la Arqueología Argentina)                                                 | 1979-1980 |
| 38-40 (primera parte)                                                                        | 1983      |
| 38-40 (segunda parte)                                                                        | 1983      |
| 41-43                                                                                        | 1986      |
| 43-45 (volumen 1. La Cueva de Haichol. Arqueología de los pinares cordilleranos del Neuquén) | 1988      |
| 43-45 (volumen 2. La Cueva de Haichol. Arqueología de los pinares cordilleranos del Neuquén) | 1989      |
| 43-45 (volumen 3. La Cueva de Haichol. Arqueología de los pinares cordilleranos del Neuquén) | 1990      |
| 46-47                                                                                        | 1991      |
| 52-53                                                                                        | 1997      |
| 56-57 (El santuario incaico del Nevado de Chuscha (zona limítrofe Salta-Catamarca))          | 2001-2003 |
| 59-60                                                                                        | 2005-2006 |
| 61-62                                                                                        | 2006-2007 |
| 63-64                                                                                        | 2010      |
| 65-67                                                                                        | 2013      |
| 68-69                                                                                        | 2014      |
| 70-71                                                                                        | 2016      |
| 72 (1 y 2)                                                                                   | 2017      |
| 73 (1 y 2)                                                                                   | 2018      |
| 74 (1 y 2)                                                                                   | 2019      |
| 75 (1 y 2) Dossier: 80 años de Anales de Arqueología y Etnología (1940-2020)                 | 2020      |
| 76 (1 y 2)                                                                                   | 2021      |
| 77 (1 y 2)                                                                                   | 2022      |

Por otro lado, desde el año 2017, la revista publica un número semestral en formato digital, al mismo tiempo que mantiene la publicación del número anual impreso. En el año 2020, a los 80 años de la fundación de la revista, a modo de homenaje, se editó un número especial en el que se invitó a destacados investigadores a publicar trabajos que se vincularan con aquellos  del  primer  número.

## Indexación
La revista Anales de Arqueología y Etnología se encuentra indizada en las siguientes bases de datos y directorios: LATINDEX (Sistema Regional de Información en Línea para Revistas Científicas de América Latina, el Caribe, España y Portugal) (Folio 23609), H PLUS (European Reference Index for the Humanities and the Social Sciences), ROAD (Directory of Open Access Scholarly Resources), Malena (CAICyT, CONICET), LatinREV (Red Latinoamericana de Revistas en Ciencias Sociales) y MIAR (Matriz de Información para el Análisis de Revistas).